# Dubrovački Trubaduri
Dubrovački trubaduri (en español "Los trovadores de Dubrovnik") fue una banda de pop, beat y folk yugoslava oriunda de Dubrovnik formada en 1961 por Đelo Jusić. Fueron muy populares en Yugoslavia durante los años 1960 y 1970 por su mezcla de pop y música tradicional medieval.
Internacionalmente disfrutaron de una breve popularidad en toda Europa Occidental, representando a Yugoslavia en el Festival de la Canción de Eurovisión 1968. Su canción "Jedan dan" fue interpretada por sus cantantes Luciano Capurso y Hamo Hajdarhodžić, y obtuvo el 7º puesto. Sus otros grandes éxitos incluyen "Dok Palme Njišu Grane" de 1971, y "Noćna Muzika" de 1972. El grupo, que tuvo múltiples formaciones a lo largo de los años, existió hasta principios de la década de 1980, cuando se separó.

## Historia
Los orígenes de Dubrovački trubaduri se remontan al año 1956, cuando un grupo de alumnos y profesores de la escuela obligatoria de Ragusa se reunían para tocar y cantar canciones populares de la época. El profesor Đelo Jusić compuso para ellos la canción "Himna Šestog D" (El himno de la Sexta D), que fue el debut no oficial del grupo. La decisión de formar un grupo estable maduró en 1961, durante la boda de Đelo Jusić, durante la cual seis amigos (entre ellos el propio Jusić) cantaron para los cónyuges  . 
El grupo se formó oficialmente como un sexteto beat vocal-instrumental que interpretaba una mezcla de música pop y folk y tocaba sus composiciones en las calles de Ragusa en el verano. Conservando las melodías tradicionales dálmatas y el canto polifónico, instrumentos tradicionales mediterráneos como la mandolina, pero con arreglos modernos, fusionaron musicalidad antigua y moderna, con letras típicamente románticas y un fuerte sabor mediterráneo, en contraste con la música yugoslava de la época participando en festivales. o cantante de exposiciones . 
Luego comenzaron a actuar permanentemente en el Hotel Jadran de la misma ciudad, seguidos de conciertos en otros lugares (en Makarska, en apoyo a las víctimas del terremoto), y en 1962, en Zagreb, Sarajevo y Belgrado, a los que siguió la participación en un programa de televisión en la capital . Al fracasar una gira por Alemania Occidental, interrumpieron la colaboración hasta 1964, y en 1966 participaron -fuera de competición- en el evento de Belgrado que elegía la canción participante en el Festival de Eurovisión. 
Sin embargo, el músico de Zagreb Pero Gotovac se fijó en ellos y les ayudó a organizar una serie de conciertos en Belgrado, a lo que siguió la publicación de un disco con Jugoton. La participación en el Festival de Split en 1967, con la canción "Luda Mladost", que recibió siete premios, los convirtió en uno de los grupos musicales más populares de Yugoslavia .
Luego participaron como representantes de su país en el Festival de Eurovisión de 1968 en Londres con la canción "Jedan dan", después de haber superado el concurso específico en Skopje. 
Las reglas del concurso de canto no permitían la participación en grupos musicales. Dubrovački trubaduri actuó oficialmente como un dúo compuesto por Luciano Capurso y Hamo Hajdarhodžić con un trío acompañante . La canción alcanzó el séptimo lugar en las listas y logró el éxito en Yugoslavia, dominando la escena local, y en Europa  , siendo publicada en casi veinte países . Después del descontento con las participaciones anteriores en el Festival de Eurovisión, con la sencillez y alegría de la interpretación de Dubrovački trubaduri, junto con la alta calidad de las melodías y los intérpretes musicalmente competentes, Yugoslavia finalmente encontró representantes internacionales perfectos de la nación y su legados musicales .
La canción también se publicó en inglés ("A Day Or Two") en Yugoslavia y Finlandia, mientras que la versión croata se publicó en varios países europeos  . Así comenzó una serie de conciertos en Europa y Estados Unidos para Dubrovački trubaduri  . En 1970 participaron del festival Pop de Palermo  . En 1972, el director de documentales Marin Marušić realizó una película musical sobre su carrera  . El éxito internacional de sus canciones contribuyó a la promoción de Yugoslavia como destino turístico  . Entre los miembros del grupo también estuvo, durante un año, Oliver Dragojević  .

## Festival de Eurovisión 1968
El año 1968 fueron elegidos para representar a Yugoslavia en el Albert Hall de Londres. Interpretaron una canción con el título de "Jedan Dan" y quedaron en 7o puesto tras recibir 8 puntos.

## Miembros principales
La formación del grupo en 1968 era:
- Đelo Jusić (26/01/1939- 31/05/2019)  - guitarra, mandolina, piano, órgano, voces
- Luciano Capurso (Lući) (25/05/1941) - clarinete, saxofón, voz
- Marko Brešković (18/03/1942- 29/08/2010) - bajo, vocalista
- Slobodan Berdović (Bobo) (27/05/1941-29/07/2020) - piano, órgano, voz
- Ladislav Padjen (Laci) (1943-06/05/2025) - batería, voz
- Hamo Hajdarhodžić (1940-2003) - voz, guitarra

## Otros miembros y colaboradores
- Hrvoje Filičić - batería
- Mujica Jusić -batería
- Vladimir Raspudić -batería
- Mime Šime Restović - batería
- Mladen Špilj Papan - batería
- Mladen Vučić -batería
- Srećko Kljunak - guitarra
- Zoran Vlaović - guitarra
- Đoni Trbuhović -vocales
- Oliver Dragojević - teclado
- Miro Kerner -teclado
- Nevio Končić - teclado
- Braco Tepšić -teclado
- Milo Hrnić - cantante

## Discografía[2]

### Álbumes
- Jedan Dan (1968)
- Mi prepuni smo ljubavi (1970)
- Pusti da ti leut svira (1971)
- Dubrovački trubaduri (1971)
- 12 velikih uspjeha (1980)

### EP
- "Oj djevojko, dušo moja" / "Trubadurska serenada" / "Djevojka mlada" / "Serenada Dubrovniku" (1966)
- "Auto-Stop" / "Dundo pero" / "Linđo" / "Ljuven zov" (1967)
- "Jedan dan" / "Moja je djevojka obična" / "Mi prepuni smo ljubavi" / "Luda mladost" (1968)

### Sencillos
- "Jedan dan" / "Trubadurska serenada" (1968)
- "Jedan dan" / "Luda mladost" (1968)
- "Lero" / "Linđo" (1968)
- "A Day Or Two" (1968)
- "Ima sunca za sve nas" / "Kad se jednom rastanemo" (1969)
- "Pusti da ti leut svira" / "Ona i prijatelj moj" (1970)
- "Marijana" / "Luda pjesma" (1970)
- "Lijepo ime vino" / "Pjesma puni život moj" (1970)
- "Znam da ima jedna staza" / "Sve do jučer" (1970)
- "U ranu zoru" / "Anđele moj" (1971)
- "Dok palme njišu grane" / "Kako djeca spavaju" (1971)
- "Noćna muzika" / "U mome gradu" (1972)
- "Mi smo dečki, kaj pijemo stoječki" / "Ljubav je bol na srcu mom" (1972)
- "Plakala djevojka mlada" / "Repetaši" (1973)
- "Spavaj, spavaj draga" / "Marijana" (1973)
- "Bundeve i tikve" / "Ovo je naš grad" (1973)
- "Vudrimo, dečki" / "Adio, Mare" (1974)
- "Moj je otac bio partizan" / "Ako voliš iskreno" (1974)
- "Laku noć, trubaduri" / "Oprosti, dušo" (1974)
- "Mirno spavaj dušo" / "Sviramo, pjevamo, muzika smo mi" (1975)
- "Luna" / "Zeleni se ružmarin" (1976)
- "Tiho je negdje svirala mandolina" / "Naranče su procvjetale" (1976)
- "Ljubavni jadi jednog trubadura" / "Najljepši si cvijet u vrtu punom ruža" (1977)
- "Mala Nera" / "Ča će mi slava" (1978)
- "Ka' san bija mali" / "Da nije ljubavi" (1979)